# Фуксштадт
Фуксштадт (нім. Fuchsstadt) — громада в Німеччині, розташована в землі Баварія. Підпорядковується адміністративному округу Нижня Франконія. Входить до складу району Бад-Кіссінген. Складова частина об'єднання громад Ельферсгаузен.
Площа — 18,30 км2. Населення становить 1881 ос. (станом на 31 грудня 2020).

## Галерея

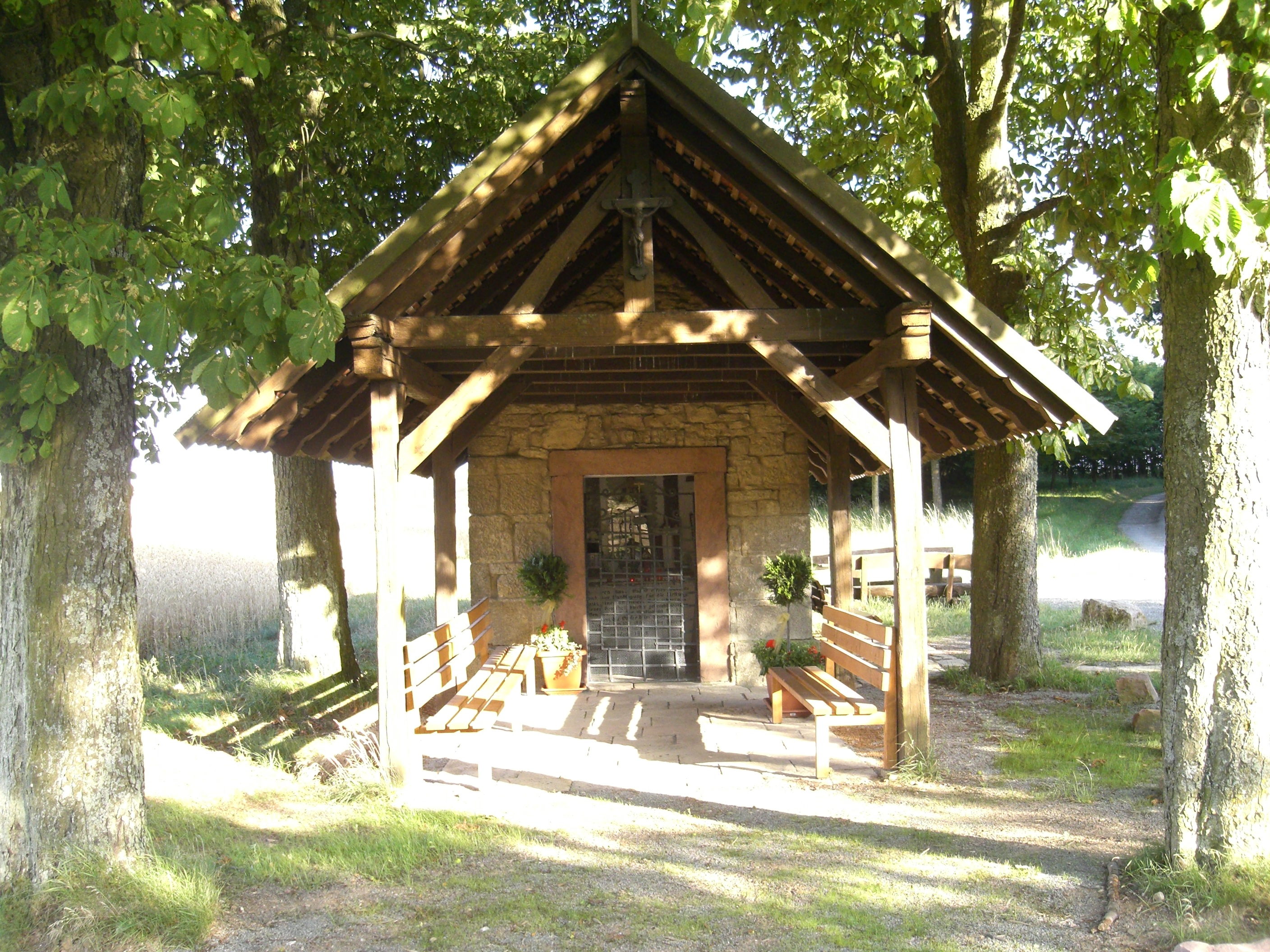
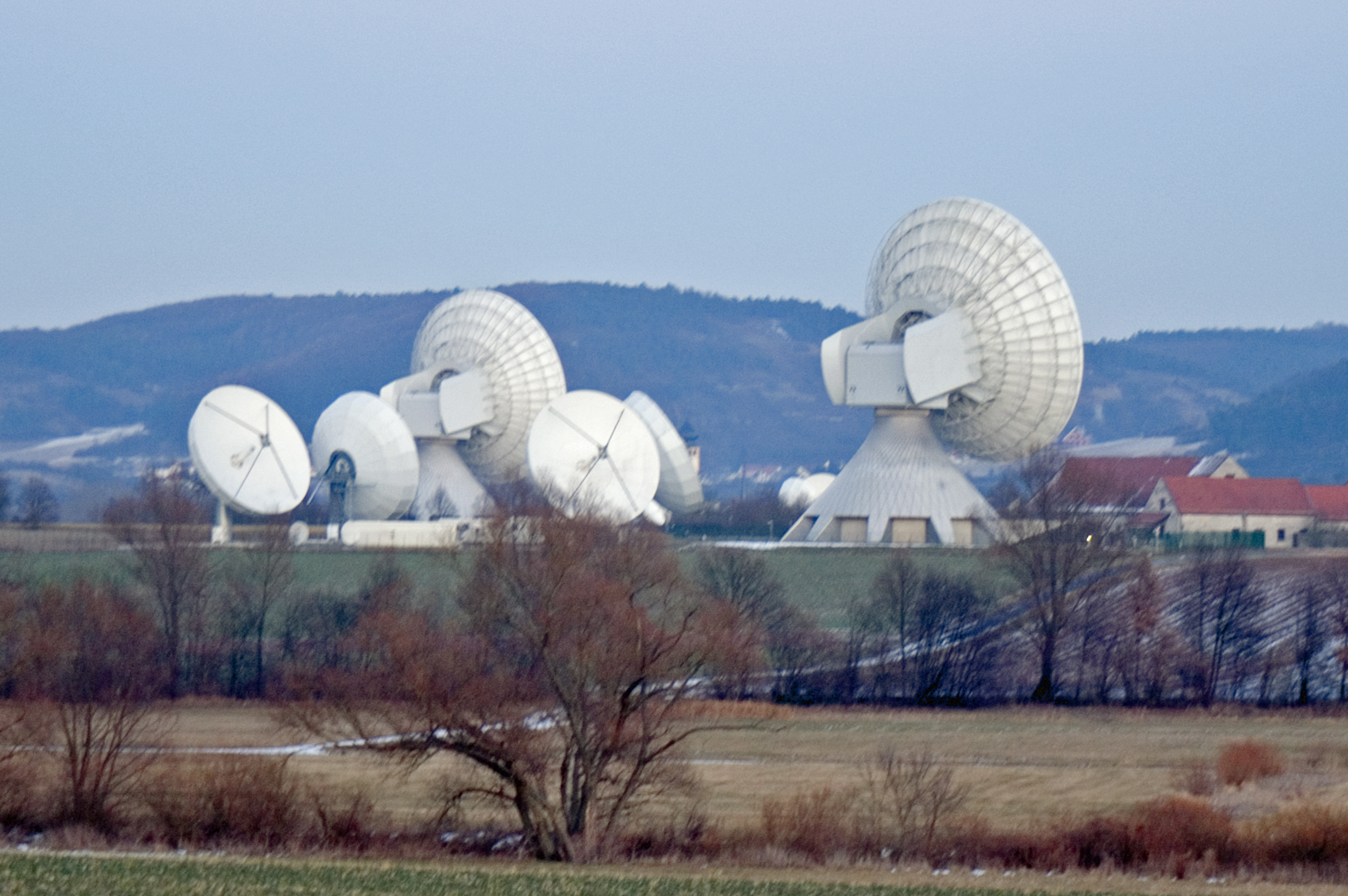